# Lorenzo Carbonell
Lorenzo Carbonell Santacruz (Alicante, 15 de junio de 1883-Alicante, 27 de enero de 1968) fue un político español, alcalde de Alicante entre los años 1931-1934 y en 1936.

## Actividad política
Miembro de la Juventud Republicana Alicantina desde joven, este industrial de artes gráficas fue elegido Concejal del Ayuntamiento de Alicante en 1909, por la Coalición Republicano-Socialista, además de fundar en la ciudad el Partido Republicano Radical Socialista (PRRS). 
En las elecciones municipales del 12 de abril de 1931, el 81% de los votos emitidos en la ciudad fueron para la Coalición Republicano-Socialista, siendo elegido por unanimidad Lorenzo Carbonell como Alcalde de Alicante.
Durante su mandato municipal se realizó un ambicioso programa de reformas urbanísticas de gran transcendencia, como el desmonte y urbanización de una parte del centro de Alicante que obstaculizaba la expansión del ensanche urbano. Además prosiguió con la reforestación del Monte Tossal y el Benacantil y sustituyó parte del arbolado existente en la ciudad por palmeras, lo que le valió el apodo popular de 'el alcalde palmereta'. También se inauguró el nuevo campo de fútbol de Bardín, utilizado por el club local del Hércules CF y la creación de nuevos ejes de comunicación (como la conexión por carretera con la Albufereta y la playa de San Juan), así como el incremento de construcciones escolares (entre las que destacan un gran número de escuelas infantiles), y sobre todo, el proyecto de urbanizar la Playa de San Juan, que contó con el apoyo del ministro de Obras Públicas, Indalecio Prieto.
El proyecto, elaborado en 1933 por el arquitecto Pedro Muguruza, ganador del concurso convocado por el ayuntamiento, difería grandemente del desarrollo turístico que tendría la zona en décadas posteriores, planteando un modelo en el que predominaban   las construcciones de poca altura y en segunda línea combinadas con amplios espacios ajardinados y servicios varios, desde un embarcadero para yates y un balneario municipal hasta un hogar para pensionistas. Se pretendía construir una "moderna ciudad satélite" junto a la Playa de San Juan, en la que existiría, además de los mencionados servicios y construcciones, un gran hotel, campos deportivos y clubs de golf y dependencias administrativas municipales, todo ello rodeado de zonas verdes, siguiendo el espíritu de la arquitectura de la época (Carta de Atenas, las ideas de Le Corbusier). Sin embargo, el proyecto fue paralizado al estallar la Guerra Civil.
Tras la revolución de octubre de 1934, el Gobierno de Alejandro Lerroux sustituyó el Ayuntamiento elegido democráticamente por una Comisión Gestora, designando alcalde a Alfonso Martín Santaolalla.
Tras ganar las elecciones legislativas de 1936 el Frente Popular, se repuso el Ayuntamiento que fue elegido en las urnas en 1931, volviendo a ocupar la alcaldía Lorenzo Carbonell. Durante esta campaña electoral, según los diarios madrileños El Debate y El Sol, Carbonell habría arengado a los alicantinos con las siguientes palabras:

el 16 de febrero no dejéis votar a las beatas ni a las monjas; cuando veais a alguien que lleve en la mano una candidatura de derechas, cortarle la mano y rompérsela en las narices y se la hacéis comer

Sin embargo, hay quien sostiene[¿quién?] que solo habría afirmado:[cita requerida]

Alicantinos: el 16 de febrero, las urnas, hasta el tope. Ni uno a las derechas, que son los enemigos de España

La veracidad de la cita es controvertida. Otras fuentes[¿quién?] indican que la indignación de Carbonell fue máxima llegando a telegrafiar al Presidente del Consejo de Ministros desmintiendo lo publicado. Mandó también un telegrama al Ministro de Gobernación, enviándole por correo un ejemplar de todos los diarios alicantinos, de toda ideología, que no recogieron dichas declaraciones por ser falsas. Posteriormente el diario cedista alicantino Más repetiría las mismas declaraciones, pero dándolas por pronunciadas en un mitin en El Campello.[cita requerida]
Al comenzar la Guerra Civil, el Ayuntamiento quedó suspendido en funciones, formándose un nuevo Consejo Municipal en el que fue elegido alcalde Rafael Millá, fundador del Partido Comunista de España (PCE) en Alicante. 
Lorenzo Carbonell se vio forzado al exilio al final de la guerra, primero en Marsella, instalándose posteriormente en Orán (Argelia francesa) hasta su regreso a Alicante en 1960, una vez que las penas por haber sido alcalde republicano y masón habían quedado sin efecto.
En vida, recibió varios homenajes de autoridades y gobiernos extranjeros, como la Legión de Honor francesa, su nombramiento como cónsul honorario de México o la acogida dispensada en su domicilio particular por el alcalde de Orán (Argelia), ciudad con la que Alicante se encuentra conectada por vía marítima.

## Actividad en masonería
Fue masón. Se inició en masonería en 1905, con 22 años de edad, en la Logia Constante Alona de Alicante, donde alcanzó el Grado 18º. Su nombre simbólico fue Máximo Gorki. También formó parte del Capítulo Lucentino. 

## Distinciones
Entre sus nombramientos contó con haber sido cónsul de México para Albacete, Alicante, Murcia y Valencia. Asimismo, le nombraron Caballero de la Legión de honor francesa.